# Nyquistův–Shannonův vzorkovací teorém

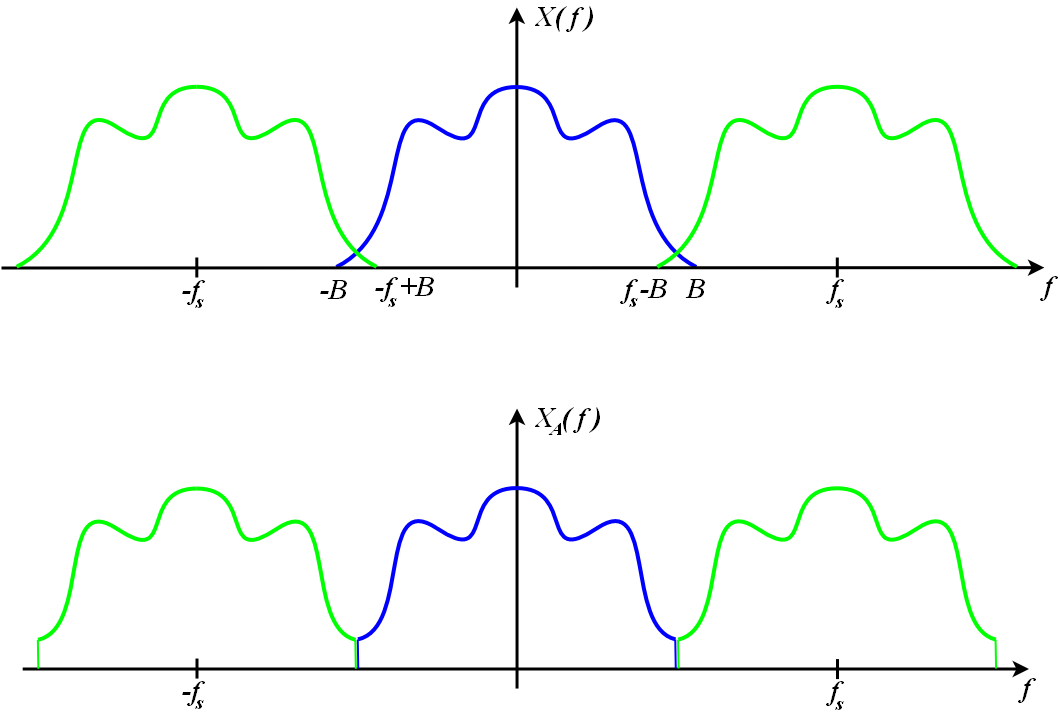
Graf teorému

Nyquistův–Shannonův vzorkovací teorém (také Shannonův teorém, Nyquistův teorém, Kotělnikovův teorém, Nyquistův–Shannonův teorém, Shannonův–Nyquistův–Kotělnikovův teorém apod.) je fyzikální tvrzení o tom, že „přesná rekonstrukce spojitého, frekvenčně omezeného signálu v základním pásmu z jeho vzorků je možná tehdy, pokud byla vzorkovací frekvence vyšší než dvojnásobek nejvyšší harmonické složky vzorkovaného signálu.“
Teorém je pojmenovaný po fyzicích Harrym Nyquistovi (1889–1976), Claudovi Shannonovi (1916–2001) a Vladimiru Kotělnikovovi (1908–2005).

## Shannonův teorém a vzorkovací frekvence v praxi
V praxi se tedy vzorkovací frekvence volí dvakrát větší plus ještě malá rezerva, než je maximální požadovaná přenášená frekvence. V telekomunikacích je to např. 8 kHz, neboť je třeba přenášet pouze signály ve standardním telefonním pásmu (od 0,3 do 3,4 kHz – zaokrouhleno směrem nahoru 4 kHz). Například u záznamu na CD je to 44,1 kHz, neboť průměrné zdravé lidské ucho slyší maximálně cca do 20 kHz, a tudíž vzorkovací frekvence 44,1 kHz byla zvolena s určitou rezervou.
Shannonův teorém lze vyjádřit vztahem
{\displaystyle f_{\rm {vz}}>2f_{\max }[s^{-1}],}
kde {\displaystyle f_{\rm {vz}}} je frekvence vzorkování, {\displaystyle f_{\max }} je maximální frekvence, která se vyskytuje v signálu.
Při použití nižší vzorkovací frekvence může dojít k tzv. aliasingu – rekonstruovaný signál je výrazně odlišný od původního vzorkovaného signálu.

## Shannonův teorém pro vzorkování obrazu
Nechť {\displaystyle f(x,y)} je spojitá funkce obrazu. Vzorkováním funkce {\displaystyle f(x,y)} rozumíme reprezentaci této funkce pomocí matice (označme ji {\displaystyle d(x,y)}).
Dále definujme konvoluci dvou funkcí {\displaystyle f(x),g(x)\in L^{1}} jako
{\displaystyle f(x)*g(x)=\int _{-\infty }^{\infty }f(t)g(x-t)\,{\rm {d}}t.}
Označme {\displaystyle F(u,v)} jako Fourierovu transformaci funkce {\displaystyle f(x,y)}.
Definujme ještě tzv. delta funkci {\displaystyle \delta }, pro kterou platí:
{\displaystyle \delta (x)=0\Leftrightarrow x\neq 0,}
{\displaystyle \delta (x)=?\Leftrightarrow x=0,}
{\displaystyle \int _{-\infty }^{\infty }\delta (x)\,{\rm {d}}x=1.}
Pak vzorkování s krokem {\displaystyle \Delta x,\Delta y} je pouze násobení funkce obrazu nekonečným polem delta funkcí {\displaystyle s(x,y)} definovaným jako
{\displaystyle s(x,y)=\sum _{i=-\infty }^{\infty }\sum _{j=-\infty }^{\infty }\delta \left(x-i\Delta x,y-j\Delta y\right).}
Tedy {\displaystyle d(x,y)=f(x,y)\,\,s(x,y)}.
Platí, že Fourieova transformace funkce {\displaystyle s(x,y)} má tvar
{\displaystyle S(u,v)={\frac {1}{\Delta x\Delta y}}\sum _{i=-\infty }^{\infty }\sum _{j=-\infty }^{\infty }\delta \left(u-{\frac {i}{\Delta x}},v-{\frac {j}{\Delta y}}\right).}
Díky konvolučnímu teorému, který říká
{\displaystyle {\mathcal {F}}\{f(x)\ast g(x)\}={\mathcal {F}}\{f(x)\}\cdot {\mathcal {F}}\{g(x)\}\,=F(u)\cdot G(u),\,}
{\displaystyle {\mathcal {F}}\{f(x)\cdot g(x)\}={\mathcal {F}}\{f(x)\}\ast {\mathcal {F}}\{g(x)\}\,=F(u)\ast G(u),\,}
platí, že
{\displaystyle D(u,v)=F(u,v)*S(u,v).\,}
Fourierův obraz vzorkované funkce {\displaystyle f\cdot s} je pak konvoluce Fourierova obrazu {\displaystyle F} funkce {\displaystyle f} s polem delta funkcí {\displaystyle S}. To znamená, že {\displaystyle D(u,v)} je nekonečné pole Fourierových obrazů funkce {\displaystyle f}. Při vzorkování s menším krokem se tyto obrazy od sebe vzdalují a naopak při vzorkování s delším krokem se k sobě přibližují. Pokud vzorkujeme příliš řídce, mohou se tyto obrazy protnout a vzniká efekt zvaný aliasing. Pokud je funkce frekvenčně omezená, je možné ji navzorkovat beze ztráty informace (tzn. že je možné ze vzorků opět získat funkci {\displaystyle f} v původní podobě).
Dle Shannonova teorému je pak ideální frekvence pro vzorkování rovna dvojnásobku maximální frekvence vyskytující se ve funkci {\displaystyle f}. Při vzorkování s krokem menším, než je polovina maximální frekvence, vzorkuji zbytečně moc. Při kroku větším než polovina maximální frekvence se Fourierovy obrazy protnou a vzniká aliasing.